# Модже
Модже (пол. Modrze) — село в Польщі, у гміні Стеншев Познанського повіту Великопольського воєводства.
Населення — 769 осіб (2011).
У 1975-1998 роках село належало до Познанського воєводства.

## Демографія
Демографічна структура станом на 31 березня 2011 року:
|          | Загалом | Допрацездатний вік | Працездатний вік | Постпрацездатний вік |
| -------- | ------- | ------------------ | ---------------- | -------------------- |
| Чоловіки | 376     | 83                 | 264              | 29                   |
| Жінки    | 393     | 85                 | 230              | 78                   |
| Разом    | 769     | 168                | 494              | 107                  |